# Sybra contigua
Sybra contigua là một loài bọ cánh cứng trong họ Cerambycidae.